# (22273) 1981 QO3
(22273) 1981 QO3 est un astéroïde de la ceinture principale d'astéroïdes découvert en 1981.

## Description
(22273) 1981 QO3 a été découvert le 26 août 1981 à l'observatoire de La Silla, au Chili, par Henri Debehogne.

### Caractéristiques orbitales
L'orbite de cet astéroïde est caractérisée par un demi-grand axe de 2,32 UA, un périhélie de 1,91 UA, une excentricité de 0,17 et une inclinaison de 2,33° par rapport à l'écliptique. Du fait de ces caractéristiques, à savoir un demi-grand axe compris entre 2 et 3,2 UA et un périhélie supérieur à 1,666 UA, il est classé, selon la JPL Small-Body Database, comme objet de la ceinture principale d'astéroïdes.

### Caractéristiques physiques
(22273) 1981 QO3 a une magnitude absolue (H) de 15,6 et un albédo estimé à 0,052.